# 鲁布桑达格瓦·阿玛尔萨那
鲁布桑达格瓦·阿玛尔萨那（1953年—）蒙古族，蒙古库苏古尔省额尔德尼布勒干县（Erdenebulgan）人，蒙古国政治人物。

## 生平
阿玛尔萨那1977年毕业于伊尔库茨克国家经济高等学校的土木工程专业。1990年毕业于莫斯科高级党校的经济学专业。1977年至1986年，他在达尔汗（Darkhan）建筑集团任经济师、部门领导、负责人。1986年至1989年，任达尔汗建筑工业联合会（Darkhan Construction Industry Association）会长。1990年，当选为达尔汗市行政管理主席。1992年1月，成为达尔汗147选区的蒙古人民革命党出席国家大呼拉尔的代表。1994年，任达尔汗乌拉省省长。1996年至2000年，任达尔汗乌拉省公民代表呼拉尔主席团主席。1992年当选蒙古人民革命党小呼拉尔成员时，他是蒙古人民革命党达尔汗乌拉省委员会主席。
2001年3月3日，阿玛尔萨那当选为蒙古人民革命党领导委员会成员及书记。2001年6月，他被任命为蒙古国驻中华人民共和国大使，并于同年9月到任。随后，他兼任驻巴基斯坦、澳大利亚、新西兰大使。回到蒙古后，自2006年至2007年，他担任蒙古人民革命党领导委员会工作服务主管、组织部部长。2007年10月，阿玛尔萨那再度被选入蒙古人民革命党小呼拉尔、蒙古人民革命党领导委员会，并当选蒙古人民革命党书记。2008年12月初，他出任那木巴爾·恩赫巴亞爾的总统秘书，任至2009年总统换届。